# Вассиан (Веретенников)
Епископ Вассиа́н (Вассия́н, также Васи́лий, в миру Ива́н Фёдорович Верете́нников; 24 августа 1877, деревня Таремская, Горбатовский уезд, Нижегородская губерния — 31 октября 1937, Новосибирская область) — епископ Русской православной церкви, единоверческий епископ Саткинский и Керженский.

## Биография
Родился 24 августа 1877 года в деревне Таремской (впоследствии Павловского района Нижегородской области) в единоверческой крестьянской семье. Получил домашнее образование.
6 июля 1893 года поступил вольнонаёмным псаломщиком в Богоявленскую единоверческую церковь в селе Павлово Горбатовского уезда Нижегородской губернии (ныне город Павлово Нижегородской области), которое располагалось недалеко от Таремской.
2 марта 1904 года определён исправляющим должность псаломщика, 27 сентября 1905 года утверждён штатным псаломщиком в той же церкви и принят в духовное звание.
25 октября 1906 года назначен также учителем пения при единоверческой церковно-приходской школе в Павлове.
13 апреля 1910 года принят в Ярославскую епархию на священническую вакансию к устроенной в 1910 году в деревне Рудлево Даниловского уезда Ярославской губернии единоверческой церкви.

### Священнослужитель

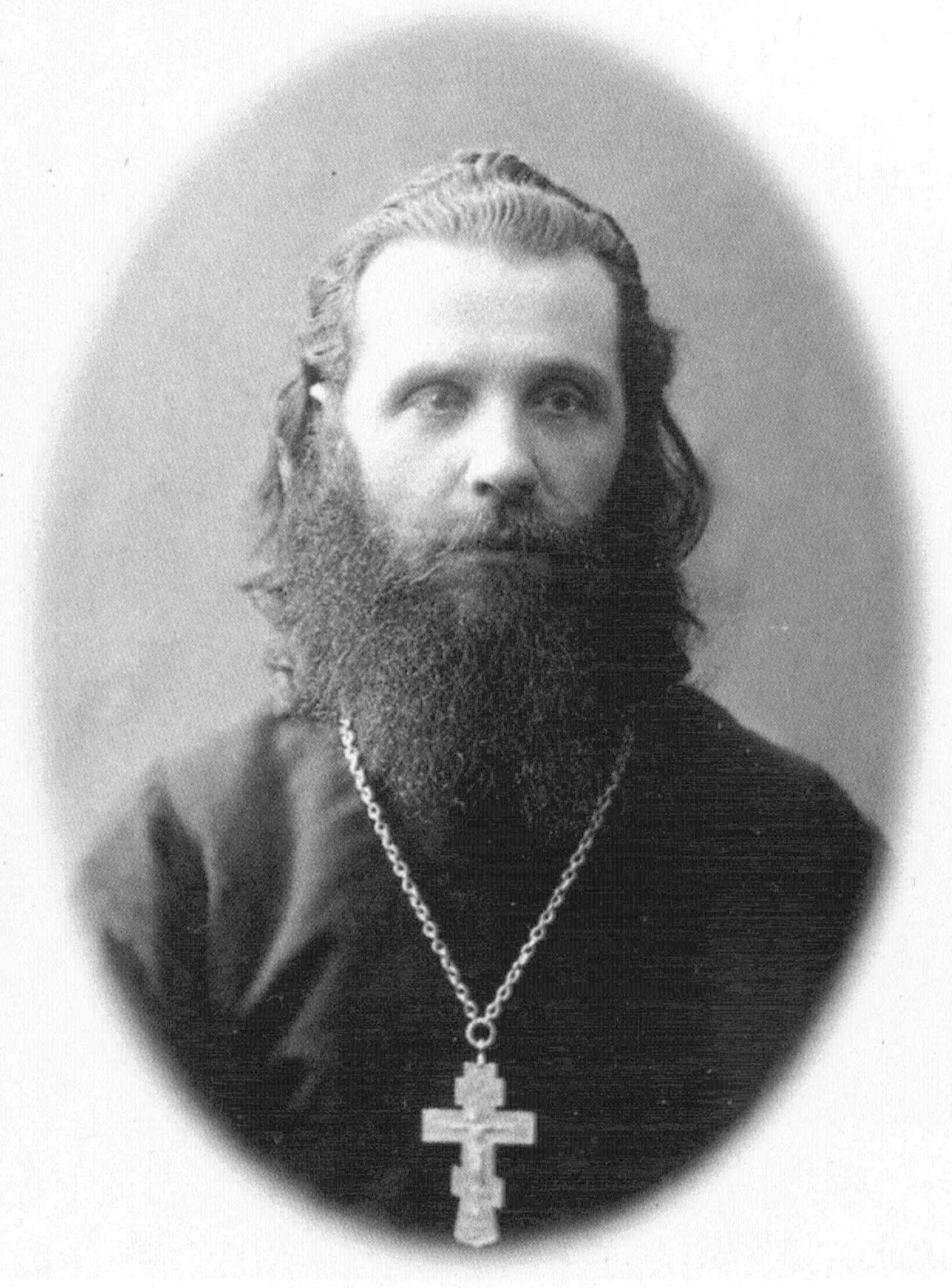
священник Иоанн Веретенников

13 июня того же года в Преображенском соборе Ярославля рукоположен во диакона епископом Рыбинским Сильвестром (Братановским).
15 июня в Алексеевской церкви Афанасьевского монастыря в Ярославле во иерея.
Во время своего служения в рудлёвском храме принимал участие в миссионерских крестных ходах с чудотворной иконой преподобной Анны Кашинской.
С 22 по 30 января 1912 года в Санкт-Петербурге был участником 1-го Всероссийского съезда единоверцев.
Овдовев, в 1913 году принял монашеский постриг с именем Вассиан, видимо, в честь преподобного Вассиана Константинопольского, в некоторых древних месяцесловах названного Василием.
2 апреля 1917 года за заслуги по епархиальному ведомству награждён скуфьею.
До 1926 года служил священником единоверческий церкви при деревне Рудлевой.

### Епископское служение
16 марта 1926 года в Уфе состоялось архиерейское совещание по вопросу о поставлениях викарных епископов Питирима (Ладыгина), Антония (Миловидова) и иеромонаха Руфина (Брехова) для Уфимской и Златоустовской епархий, совершенных после смерти Патриарха Тихона архиепископом Томским Андреем (Ухтомским) совместно с епископом Нижнетагильским Львом (Черепановым) в Теджене. Хиротонии были признаны неканоничными, однако несмотря на решение архиерейского совещания, некоторые единоверческие приходы на территории Уфимской епархии признали Руфина (Брехова).
Для пресечения влияния среди единоверцев епископа Руфина 20 сентября 1926 года в единоверческого епископа Саткинского был хиротонисан Вассиан (Веретенников). Прибыл на кафедру в октябре 1926 года.
В июне 1927 года участвовал в прошедшем в Нижнем Новгороде III Всероссийском съезде единоверцев.
5 мая 1931 года заместитель патриаршего местоблюстителя митрополит Сергий (Страгородский) письменно подтвердил, что епископ Вассиан находится в каноническом общении с Московской Патриархией.
Епископ Вассиан постарался объединить под своим руководством Всероссийское единоверие. 29 декабря 1933 года указом Заместителя Патриаршего Местоблюстителя митрополита Сергия (Страгородского) епископу Вассиану было поручено управлять Керженской и Мстёрскими епархиями.
К середине 1930-х годов его кафедра была первенствующей среди единоверцев и именовалась «Саткинская и Керженская», а епископ Вассиан окормлял все единоверческие приходы, оставшиеся на территории СССР. Архиерея почитали за праведную жизнь, мудрость и дар утешения.
Согласно написанной им анкете от 26 июня 1934 года служил в Сатке и других единоверческих общинах, входивших в состав Саткинской единоверческой епархии; получал вознаграждение от 300 до 400 рублей а месяц.

### Судебное преследование
2 марта 1936 года епископ был арестован сотрудниками Саткинского райотдела ПП ОГПУ по Уралу (одновременно были арестованы 11 старообрядческих наставников) на основании доноса диакона и нескольских прихожан единоверческой церкви о том, что в проповедях епископа Вассиана «иногда допускал нелицеприятные слова, направленные против бесчеловечной политики советской власти». Помимо «антисоветской агитации» Вассиан был обвинён в авторстве и распространении «Послания Господня», в котором говорилось о воцарении в России антихриста через установление советской власти; «Послание» появилось среди уральских старообрядцев в начале 1935 года.
Бесспорных доказательств «антисоветской контрреволюционной деятельности» Вассиана следствие не обнаружило. Однако в ходе работы специальной коллегии Челябинского области суда 21-22 апреля 1936 года Вассиан частично признал свою вину и был приговорён к 10 годам тюремного заключения за организацию и руководство «контрреволюционной сектантской организацией „воинствующих христиан“, занимающейся распространением контрреволюционных листовок среди верующих и ведением контрреволюционной агитации против советской власти». После 5 июня 1936 года архиерея для отбытия наказания направили в Сиблаг НКВД СССР (Западно-Сибирский край, затем Новосибирская область).
11 марта 1937 года Патриарший Местоблюститель митрополит Сергий (Страгородский) постановил: «1. Ввиду отсутствия Преосвященного Саткинского Вассиана (Веретенникова) из епархии, уволить его от управления единоверческими приходами на покой и иметь о нём суждение в будущем. 2. Управление единоверческими приходами в каждой епархии впредь до новых распоряжений передать местным Архипастырям на общем основании».
Вновь был арестован в Орлово-Розовском отдельном лагерном пункте Сиблага на основании заключения местного следователя от 28 сентября 1937 года: «З/к Веретенников Иван Федорович достаточно изобличается в том, что, находясь в подконвойном лагере, среди заключенных проводил антисоветскую агитацию, являясь членом контрреволюционной группы, ставившей целью подрыв авторитета советской власти». Следствие «выявило» в лагере «контрреволюционную фашистскую нацдемовскую организацию», состоявшую из 22 заключенных (почти все они работали на одной из местных свиноферм). Никто из заключённых виновным себя не признал.
28 октября 1937 года 18 заключённых, в том числе Вассиан, были приговорены к расстрелу постановлением тройки УНКВД по Новосибирской области.
Расстрелян 31 октября 1937 года (по другим данным 3 ноября 1937).
По данным ГИЦ МВД РФ епископ Вассиан обвинялся в создании и участии в повстанческой группе,
был осуждён тройкой НКВД Ярославской области 17 марта 1938 года к расстрелу. По данным протоиерея Владислава Цыпина, расстрелян 14 ноября 1938 года.

## Реабилитация
Постановлением президиума Кемеровского областного суда от 29 августа 1960 года постановление тройки УНКВД по Новосибирской области в отношении Веретенникова И. Ф. было отменено за отсутствием состава преступления. Постановлением Президиума Верховного суда РСФСР от 16 июня 1965 года он был полностью реабилитирован по делу 1936 года «за отсутствием состава преступления».